# Tramplin Stork
Tramplin Stork är ett backhoppningskomplex i Nizjnij Tagil, Ryssland. Arenan byggdes redan 1970, men 2010 revs de gamla backarna och 2010-2012 byggdes 4 nya backar i storlekarna K-120, K-90, K-60 och K-40. Anläggningen stod färdig 2012 och certifierades av Internationella skidförbundet (FIS) 2013 och sedan dess har det anordnats både nationella och internationella tävlingar, bland annat i världscupen.